# کیریگالپوتا
کیریگالپوتا (به لاتین: Kirigalpotta) یک کوه در سری‌لانکا است که در ناحیه نووارا الییا واقع شده‌است.